# Іванків Євген
Іва́нків Євге́н (1921) — український журналіст, поет, перекладач, церковний діяч. Псевдонім — Євген Крименко.

## З біографії
Народ. 4 грудня 1921 р. у м. Стрий (Галичина). Студіював теологію у Львові (1942—1944), потім (1946—1949) — у Зальцбургу (Австрія), був головою Української студентської громади. Емігрував до США, перебував спочатку в Бінґгемптоні, з 1951 р. — у Чикаго.

## Творчість
Автор збірок поезій «Крізь призму вічности» (1988), «Містерія життя» (1991), «Назустріч соняшним вікам» (1995), численних статей.